# Tlaxcalteques

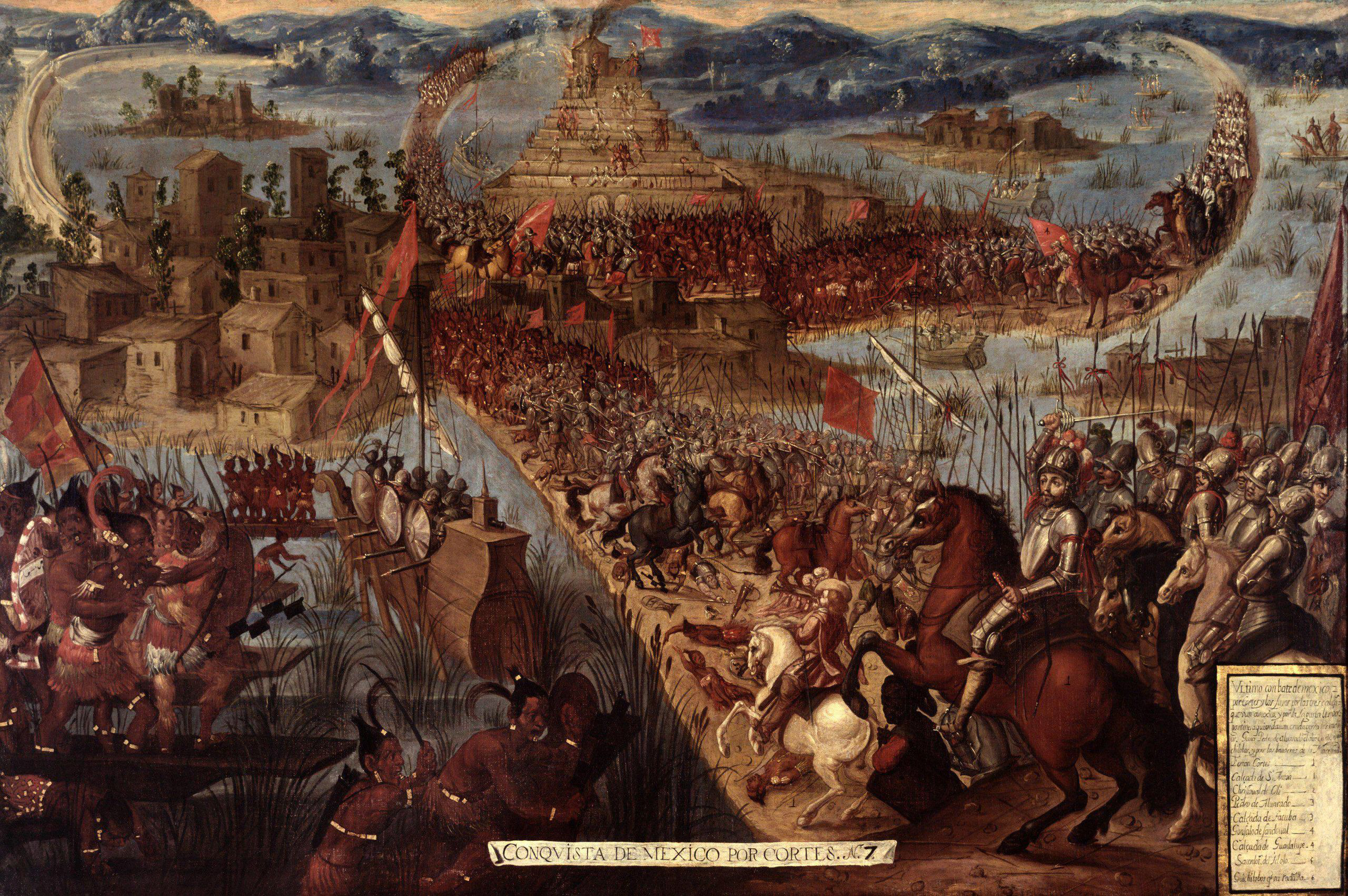
Entrada a la capital de l'Imperi Asteca, Mexico-Tenochtitlan

Els tlaxcalteques van ser un grup ètnic nahua mesoamericà assentat a la regió de l'Estat de Tlaxcala de la vall de Mèxic, que va ser governat per diversos cacicats. Els tlaxcalteques són coneguts per la seva valentia i resistència davant de l'Imperi Asteca i per l'aliança que van establir amb els castellans durant la conquesta de Mèxic, crucial per la caiguda de l’imperi. Després de la conquesta, van poder gaudir d’un cert status a causa de les bones relacions amb els castellans.

## La guerra florida
Els tlaxcalteques exercien de dos tipus de guerres: les guerres de conquesta i les guerres florides. Les guerres de conquesta bàsicament eren guerres en les quals es matava per demostrar el poder que tenia un poble sobre un altre, i normalment començaven pel fet que el poble sotmès no havia complert algun pagament de tributs i, per tant, el poble superior li feia la guerra a manera de demostració per la resta de pobles. En aquest tipus de guerra predominaven les matances. En canvi, la guerra florida o xochiyaoyotl consistia bàsicament a aconseguir presoners de guerra per a després portar-los i sacrificar-los a la seva ciutat. És un tipus de guerra en la qual no hi ha morts, els soldats no estan entrenats per matar sinó per capturar l’enemic i per la submissió, tot i que si fos necessari sí matarien. Per aquest motiu, la guerra florida és una guerra complicada, en la que no hi ha una violència com a la guerra de conquesta i, per tant, tampoc s’utilitzen armes.  

## Relació amb l'Imperi Asteca
Els tlaxcalteques van ser els principals enemics de l’imperi asteca, i és que els primers, van aconseguir romandre independents del poder imperial, i ambdós pobles estaven en una guerra constant. La pressió que exercia l'imperi a la majoria dels pobles de la regió també perjudicava els tlaxcalteques, amb els que sovint hi havia conflictes.
L'imperi asteca era una civilització formada per un "mosaic de pobles" com explica l'historiador Charles Gibson, en el qual convivien diferents gents i cultures. El fet que a dins de l’imperi hi hagués tants pobles diferents feia contínuament apareguessin rivalitats. A més a més, els asteques practicaven la guerra florida entre els seus súbdits o els seus veïns, amb l’objectiu de capturar enemics per poder-los sacrificar després als seus déus. Aquest fet feia que augmentessin les tensions entre els diferents pobles o tribus.

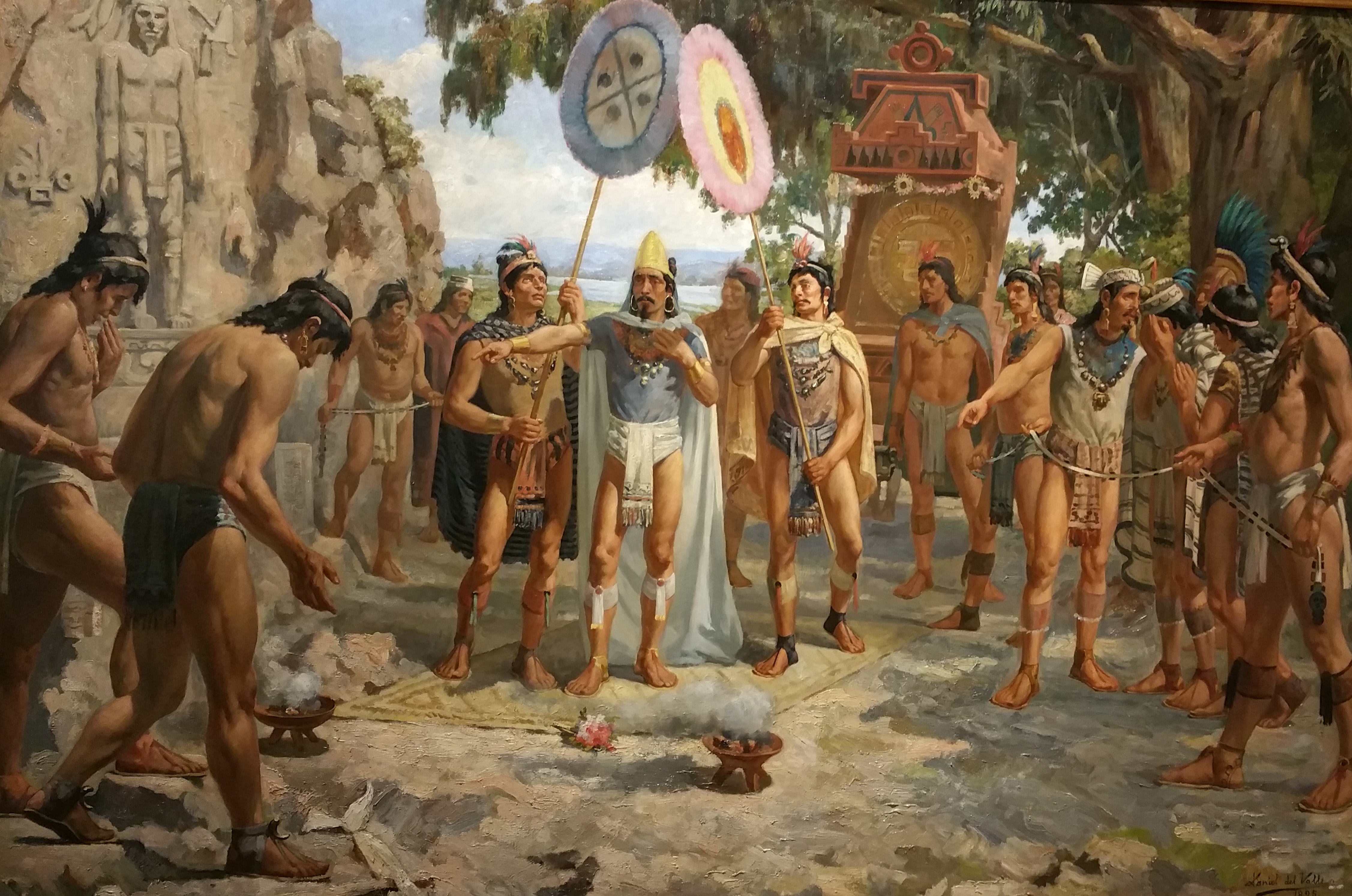
Moctezuma II i el seu seguici

Miguel-Héctor Fernández-Carrión explica en el seu article sobre el paper de la Malintzin que les principals aliances que fan els castellans amb els indígenes són amb els totonaques i els tlaxcalteques. Que eren precisament aquells pobles que més enemistats estaven amb l’imperi de Moctezuma II. Cortés coneixia l’imperi asteca i era conscient que aquest tenia enemics. Per això, en arribar va començar la recerca dels enemics de l’imperi per a establir aliances amb ells i anar contra l’emperador Moctezuma II.

## Relació amb Hernán Cortés i els castellans

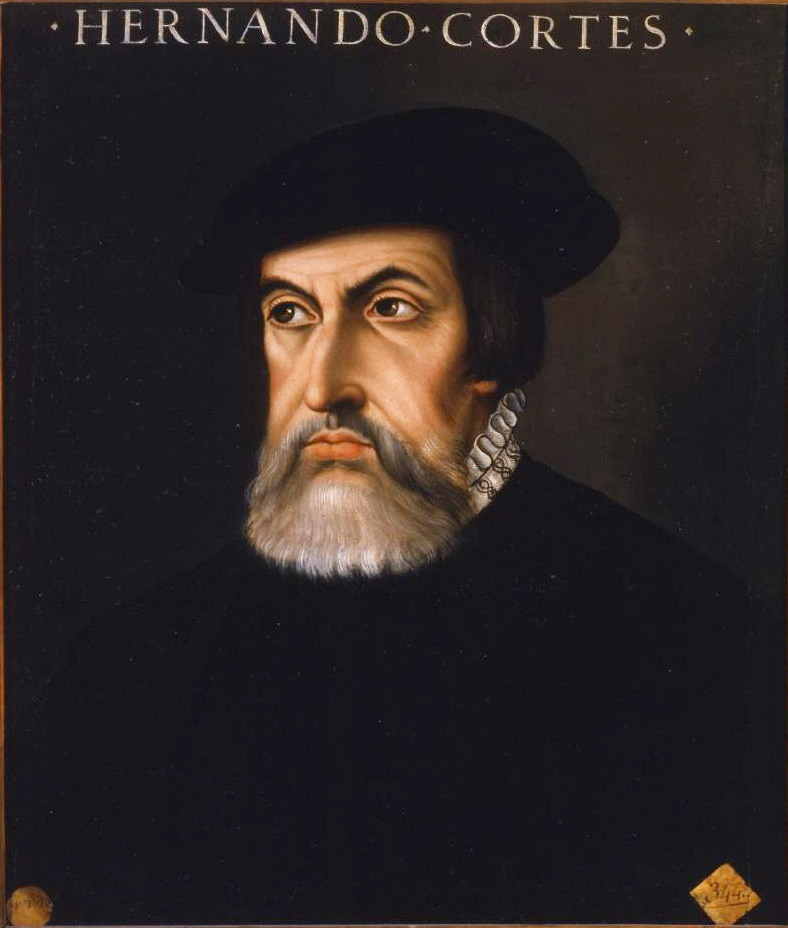
Hernán Cortés

Els tlaxcalteques i els castellans van tenir contacte per primer cop el 1519. Hernán Cortés coneixia la mala relació que tenien amb l’Imperi Asteca, i per aquest motiu, va trobar en els tlaxcalteques els millors aliats per poder conquerir l’Imperi Asteca i arribar a la seva capital, Mexico-Tenochtitlan. Els castellans sabien que els asteques eren considerats com els grans opressors de la majoria dels pobles indígenes, tots sotmesos, excepte els tlaxcalteques. És per això que ells van veure l’aliança amb els espanyols com una oportunitat per acabar amb l’imperi, i per aquest motiu van aportar tropes i informació clau a Hernán Cortés. Sense el seu suport, els castellans no haurien pogut conquerir tan ràpidament l’imperi mexica, i és que la superioritat tècnica no era suficient. L'historiador Antonio Espino considera que les aliances que van formar van ser claus perquè Cortés arribés a Tenochtitlan, tot i que també van intervenir més factors: “Su alianza primero con totonacas y más tarde con tlaxcaltecas y otros señoríos indios, la destrucción de los cholultecas, así como las dudas e inseguridades del emperador Moctezuma II, líder de la Confederación mexica, o Triple Alianza facilitaron la llegada de Cortés a la capital mexica y el control de la figura del Huey tlatoani en noviembre de 1519".
Hi ha diverses teories respecte a la primera trobada i l’aliança que van fer. La primera sosté que els tlaxcalteques van rebre de manera amigable als castellans, desitjant fer l’aliança en contra de l’imperi. Una segona teoria afirma que la benvinguda no va ser bona, sinó més aviat hostil, i que en un principi hi havia presència militar durant les primeres trobades i inclús van arribar a algun conflicte. Alfredo Chavero en el seu llibre sobre l’anàlisi del Llenç de Tlaxcala, explica que en un primer moment, els tlaxcalteques no tenien les idees tan clares, i hi havia diversificació d’opinions. Estaven aquells que defensaven que l’aliança era una bona opció perquè també tenien com a enemic a Moctezuma, i existien aquells que posaven per davant a Moctezuma abans que als estrangers.
Xicotencatl (cacic de Tizatlan) va ser dels primers caps tlaxcalteques en proposar la negociació amb Hernán Cortés. Un cop decidits a pactar amb els castellans i fetes les ofrenes i els regals, l’aliança va ser oficial. Per fer-la més efectiva, els principals senyors tlaxcalteques van casar les seves filles amb els capitans castellans, aconseguint d’aquesta manera connectar i enfortir la relació entre les dues civilitzacions.
Eulalia Guzmán en el seu llibre Una visión crítica de la historia de la conquista de Mexico-Tenochtitlan afirma que respecte a l’aliança que estableixen els tlaxcalteques amb els espanyols, existeix un qüestionari que explica el pacte que van fer: “Ahí dice que les prometió el dominio de Cholula, que si lo ayudaban con Cholula les entregarían Cholula, sería posesión de Tlaxcala. Cholula era de las ciudades más importantes, más ricas, y era una ciudad pacífica, de suerte que la cosa fue muy tentadora. (…) Cortés renovó el pacto y les ofreció que si lo ayudaban, ellos, los tlaxcaltecas, tendrían su guarnición de tropas tlaxcaltecas en Tenochtitlan, ellos dominarían los mexicanos”. És a dir, que Cortés, a canvi del suport dels tlaxcalteques prometia, primer el control de la ciutat de Cholula, i després que fossin ells els que ocupessin la capital imperial. Guzmán explica aleshores que l'oferta era evidentment temptadora, però que Cortés no la va complir, ja que Tenochtitlan era espanyola, del rei d’Espanya i de ningú més. Amb tot i això, l’aliança es va fer efectiva.

## Conquesta de Mèxic
L’exèrcit castellà estava compost en un 99% d'indígenes, la meitat tlaxcalteques i l'altra meitat indígenes d'altres pobles. Hem de tenir present aleshores, que la conquesta de Mèxic va ser una guerra d'indígenes contra indígenes amb la participació dels espanyols. Com explica l'historiador Marco Antonio Cervera, la conquesta de Mèxic simplement va ser la continuació de les guerres mesoamericanes que ja hi havia abans de l'arribada dels espanyols.
La Matança de Cholula el 1519 va ser també un episodi important dins de la conquesta de Mèxic. Alfredo Chavero al Lienzo de Tlaxcala analitza la massacre de Cholula a partir de la pintura de la làmina novena. La ciutat de Cholula tenia uns trenta mil habitants, i com quedava a mig camí de la capital de l’imperi, els espanyols i els tlaxcalteques havien de passar per ella. A la làmina podem veure els morts que hi ha, esquarterats, sense caps, etc. Els tlaxcalteques i els castellans surten lluitant junts, prenent la força de la ciutat amb els seus cavalls i els seus gossos. El frare Bartolomé de las Casas també explica en el seu llibre la massacre de la ciutat, i conclou que aquesta tècnica que utilitzaven els espanyols era com a mode de càstig i per a sembrar el terror i la por: “Hacer una cruel y señalada matanza porque tiemblen dellos aquellas ovejas mansas”. La batalla de Cholula és un dels grans episodis de la conquesta, i el llenç de Tlaxcala és un bon exemple perquè explica els fets de manera visual, i a més a més, representada pels mateixos indígenes, però, els indígenes que estaven al bàndol dels espanyols. L'historiador Ricardo Piqueras cita en la seva Antologia sobre el pensament d’Índies a Cortés sobre la metodologia que utilitza i a la col·laboració amb els seus aliats, els tlaxcalteques: “Y murieron en ellos más de seis mil ánimas entre hombres, mujeres y niños, porque los indios, nuestros amigos, vista la victoria que Dios nos daba, no entendían otra cosa sino en matar a diestro y siniestro”
Els tlaxcalteques van participar en diverses batalles amb els espanyols, una d’elles va ser la Batalla d’Otumba el 1520. Aquesta batalla va ser decisiva per la seva victòria davant de l’exèrcit de l’Imperi Asteca, i és que amb una gran inferioritat numèrica l’exèrcit dels castellans i tlaxcalteques va aconseguir vèncer als asteques. L’historiador mexicà Juan Miralles assegura que aquesta batalla va ser de vital importància política, i és que segons ell va ser a partir d’aleshores que la guerra va bufar nous vents s i els espanyols van començar a guanyar amb astúcia cada cop més territoris. És per aquest motiu que aquesta batalla és reconeguda com una de les grans gestes durant la Conquesta d’Amèrica.
Després de la conquesta de Mèxic, els tlaxcalteques van mantenir una posició privilegiada al costat dels castellans. Van poder mantenir les seves costums i a més a més, van poder aconseguir títols, terres i altres privilegis. La seva cultura i la seva identitat han perdurat al llarg dels segles.
A més a més, els tlaxcalteques han particpat en altres guerres i conquestes al nord de Mèxic, a Centreamèrica, Perú, Xile i Filipines.

## Què ens ha quedat?
Una de les principals fonts que tenim dels tlaxcalteques és el Llenç de Tlaxcala. En aquest llenç es mostra la conquesta de Mèxic des de la perspectiva del poble nahua a manera de vinyetes. Alfredo Chavero descriu a la segona pintura del llenç la primera aparició de Cortés, que és la trobada d’ell juntament amb la Malintzin i més espanyols amb els tlaxcalteques. I Chavero explica que els tlaxcalteques no van pintar els conflictes previs que havien tingut amb els espanyols, ja que en aquest llenç es volen mostrar com els seus forts aliats, és a dir, volien commemorar les campanyes que van fer junts. Alfredo Chavero adverteix que hem de tenir present l’objectiu que tenien amb aquest llenç, i que igual que a les altres fonts primàries estava condicionat per aquest, i hi ha episodis que no estan representats. No ens oblidem que el llenç és una font indígena, però encarregada pels espanyols als tlaxcalteques, i que, per tant, té un clar significat al darrere.
En definitiva, els tlaxcalteques van romandre independents fins i tot de l'Imperi Asteca fins a l'arribada dels conqueridors espanyols, i es van aliar amb Hernán Cortés contra els asteques fins a derrotar-los. Tenint en compte la seva lleialtat, van ser sempre una tribu avantatjada per les autoritats espanyoles fins ben entrat el segle XVIII, mantenint tota una sèrie de privilegis. Gràcies a aquesta aliança, els tlaxcalteques van aconseguir posseir títols, terres i privilegis.

## Cacics de Tepectipac
- Culhuateantlicuanez, va ser el primer senyor de Tlaxcala i va donar origen als altres cacicats.
- Atexacalihuehue
- Patzinteuntli
- Cocotzin
- Teixtlacohuatzin
- Umacatzin
- Tlehuexolotzin (c. 1510)

## Cacics de Ocotetelco
- Cucuitacatl (germà de Culhuateantlicuanez de Tepectipac)
- Papatotl
- Culhuateyohualminqui
- Acantetehuatecuntli
- Cuitlizcatecuhtotolin
- Xohuatecuhtlimemelec
- Tlacomihuatzin
- Macatzin
- Maxicatzin (c. 1510)
- Tianquitztlatohuatzin

## Cacics de Teotlaplam
- Xayamachan

## Cacics de Tizatlan
- Xayamachan (de Teotlapam)
- Tepolohuatecuhtli
- Zozoe
- Atlahua
- Aztahuatlacaztalli
- Huitlalotecuhtli
- Xayacamachan
- Xicotencatl (c. 1510)
- Axayacatzin

## Cacics de Quiahuiztlan
- Mizquitl
- Timatecutli
- Taxcayohua
- Coahuatzintecuhtli
- Quuetzahuitzin Zacancatzin
- Iyactzin Teohuatecuhtli
- Ciitlalpopocatzin (c. 1510)
- Tlalentzin Temilotzin